# Rafael Uilian
Rafael Uilian (Porto Velho, 28 de janeiro de 1987) é um ciclista brasileiro que compete em prova de ciclismo de estrada.
Atleta do Ciclismo de Rondônia, começou no esporte na meado do ano 2001 através de dois amigos ciclistas que incentivaram a participar da primeira corrida na época e aos treinamentos de ciclismo. Representar o Estado de Rondônia em varias competições nacionais e internacionais na modalidade Ciclismo de Estrada.
Rafael Uilian é conhecido pelos apelidos de Garrote ou O Voador do Norte no meio Ciclístico, aonde teve passagem e correu corrida de auto rendimento no Estado de São Paulo nos anos de 2005 a 2009, principalmente na Equipe Iracemápolis, correndo a Volta Ciclística Internacional do Paraná e Tuor de Santa catariana em 2009.
Em julho de 2015, Rafael se submeteu a um procedimento cirúrgico de Ortognática, retornando ao ciclismo em julho de 2016.

## Equipes que integrou
- Team Real Norte/Mezzo Ciclismo, 2003 a 2006
- Escolinha Paulista de Ciclismo da cidade de Caieiras/SP, 2007
- Equipe de Sorocaba/SP de Ciclismo, 2007
- Team Ciclo Kapittal Ciclismo, 2008
- Peels Iracemápolis/SP, 2009
- Porto velho/Eucatur Ciclismo, 2010 a 2016[1]

## Principais conquistas
2002
- Campeão Estadual da Categoria Bike Asfalto.

2003
- Medalha de Prata na Copa Norte de Ciclismo- Prova de Contra Relógio.
- Medalha de Bronze na Copa Norte de Ciclismo- Prova de Resistência.
- Campeão da 1º etapa do Estadual de Ciclismo.

2004
- Campeão do GP Candeias do Jamari de Ciclismo.
- 3º lugar Prova Ciclística 9 de Julho do Acre.
- Campeão Junior do GP super Prestigio em Cuiabá- MT.

2005
- Campeão Junior da Volta Ciclística de Cuiabá á Chapada.
- Vice-Campeão do Troneio Verão de Ciclismo Acre.
- 3º Lugar Taça Governador Dantas Cuiabá- MT.
- 3º Lugar GP Placido de Castro de Ciclismo Acre.

2006
- Vice-Campeão da Prova Ciclística 9 de julho do Acre.
- Campeão Estadual de Ciclismo de Rondônia.

2007
- Campeão da Etapa de Guarujá-SP, [Torneio de Verão de Ciclismo] de Santos-SP (OPEN).
- Vice-Campeão do GP Rolim de Moura de Ciclismo-RO.
- Campeão GP 7 de Setembro de Ciclismo Xapuri- Acre.
- 3º Lugar Prova Ciclística Duque de Caixas de Porto velho.
- 4º Lugar GP Chico Mendes de Ciclismo- Xapuri-Acre.

2008
- Campeão do GP Ciclo Kapittal de Ciclismo- PVH.
- Campeão do GP Rolim de Moura de Ciclismo- RO.
- Campeão do GP Cacoal de Ciclismo- RO.
- Bicampeão Estadual de Ciclismo de Rondônia.
- Vice-Campeão GP Cidade de Rio Branco- Acre.

2009
- Vice-Campeão por equipes do Jogos Regionais de São Paulo 2º Divisão.
- Vice-Campeão da etapa Media Paulista na cidade Itapira-SP.
- 5º Lugar Prova Ciclística 9 de julho do Acre.
- Vice-Campeão da Taça Porto velho de Ciclismo.

2010
- Vice-Campeão da Volta Ciclística do Interior de Rondônia.[2]
- Tricampeão Estadual de Ciclismo de Rondônia.[3]
- Campeão Prova Ciclística 9 de julho do Acre.[4]
- Campeão GP Cidade de Rio Branco- Acre.[5]
- Medalha de Bronze Copa Norte Nordeste de Ciclismo- Belém-PA.[6]
- Medalha de prata na Copa Norte de Ciclismo (contra-relógio) - Manaus.[7]

2011
- Campeão da Corrida Mountain Bike XCO do Sitio Walter Walternberg- PVH.
- Vice-Campeão Estadual de Mountain em Rondônia

2012
- Medalha de Bronze Copa Norte Nordeste de Ciclismo CRL- Rio Branco- Acre.
- Vice-Campeão de Equipe na Copa Norte e Nordeste de Ciclismo- Rio Branco- Acre.[8]

2013
- Vice-Campeão de Maratona de Mountain Bike, Malvinas- Porto velho
- Campeão Taça Cidade de Porto Velho de Ciclismo.[9]
- Campeão Por equipe do Race acros Acre de 640 km. Rio Branco á Cruzeiro do Sul.[10]
- 2ºlugar na Ultima etapa Volta ciclística do interior de Rondônia.
- 5º lugar geral na volta ciclista do interior de Rondônia

2014
- 2ºlugar na 2º etapa da Vuelta da Cidade da Guayamerim- BOl.
- Vice-campeão do Crono de 1km Jogos Intermunicipal de Rondônia.(JIR)
- Campeão do Crono de dupla de 1km Jogos Intermunicipal de Rondônia.(JIR)
- Campeão Por equipe Jogos Intermunicipal de Rondônia.(JIR)

2015
- Campeão da 2ºetapa do Estadual de Ciclismo de Rondônia.[11]

2016
- Vice-campeão de CRL 4ºetapa do Estadual de Ciclismo de Rondônia.[12]
- 3ºLugar 5ºetapa do Estadual de Ciclismo de Rondônia